# Stygiomysida
Stygiomysida (лат.) — отряд ракообразных. Включает 2 семейства и 17 пещерных видов (ранее в составе Mysida). 

## Описание
Представители обитают в подводных материковых пещерах Европы, Северной Америки, Азии и Африки.
Определяющими признаками для отряда Stygiomysida являются двуветвистые мужские и женские плеоподы, поперечные ламеллы от задних грудинных краев брюшка и удлиненные протоподиты уропод; наличие оостегитов, отсутствие подобранхий в сочетании с нестатоцист-несущими уроподами.
Для них также характерно наличие тупого рострума и небольшого карапакса. Кроме того, у них сильно уменьшены глаза, которые у Stygiomysidae даже не содержат следов пигмента или других визуальных структур. Первая пара максиллипед небольшая и не членораздельная, вторая пара превращается в гнатопод. Переон несет шесть пар простых переопод без жабр. Плеон (брюшко) несет двухветвистые плеоподы и имеет хорошо развитый хвостовой веер, образованный уроподами (хвостовыми ногами) и необрезанным тельсоном (хвостовой частью). В отличие от родственных Mysida, Stygiomysida не обладают статоцистами.

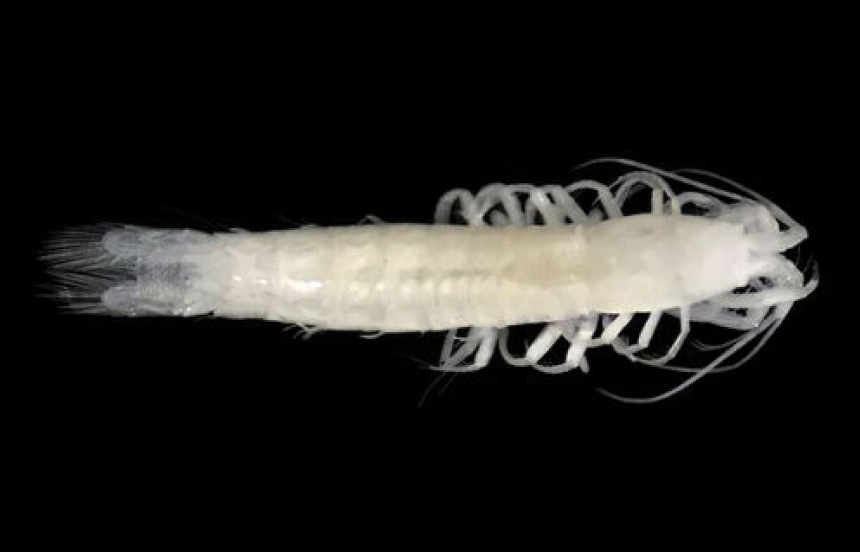
Stygiomysis cf. holthuisi
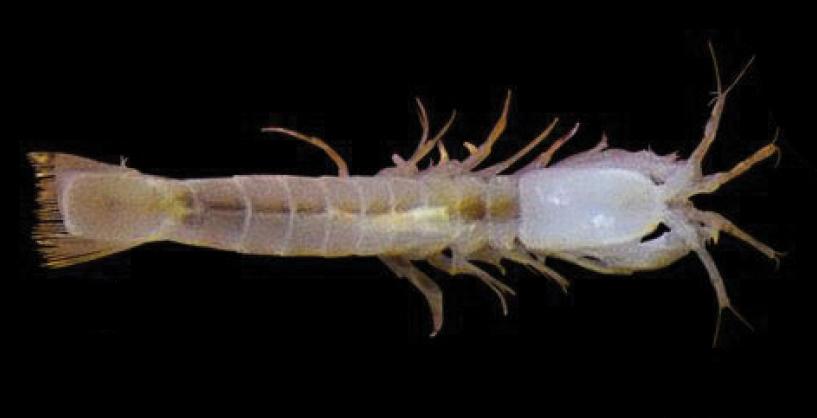
Stygiomysis cokei

## Классификация
Включает 2 семейства пещерных ракообразных. Таксон Stygiomysida был выделен сначала в 1981 году в качестве подотряда, а с 2007 года признан в статусе отдельного отряда. Представители Stygiomysida ранее рассматривались в составе отряда Mysida. Согласно последним исследованиям, они более тесно связаны с Mictacea.
- Lepidomysidae Clarke, 1961 (1 род)
  - =Lepidophthalmidae Fage, 1924
  - =Lepidopidae Stammer, 1936
  - =Lepidopsidae Villalobos, 1951
  - Род Spelaeomysis Caroli, 1924 (около 10 видов)
- Stygiomysidae Caroli, 1937 (1 род)
  - Род Stygiomysis Caroli, 1937 (7 видов)